# Kasteel Oudenborg

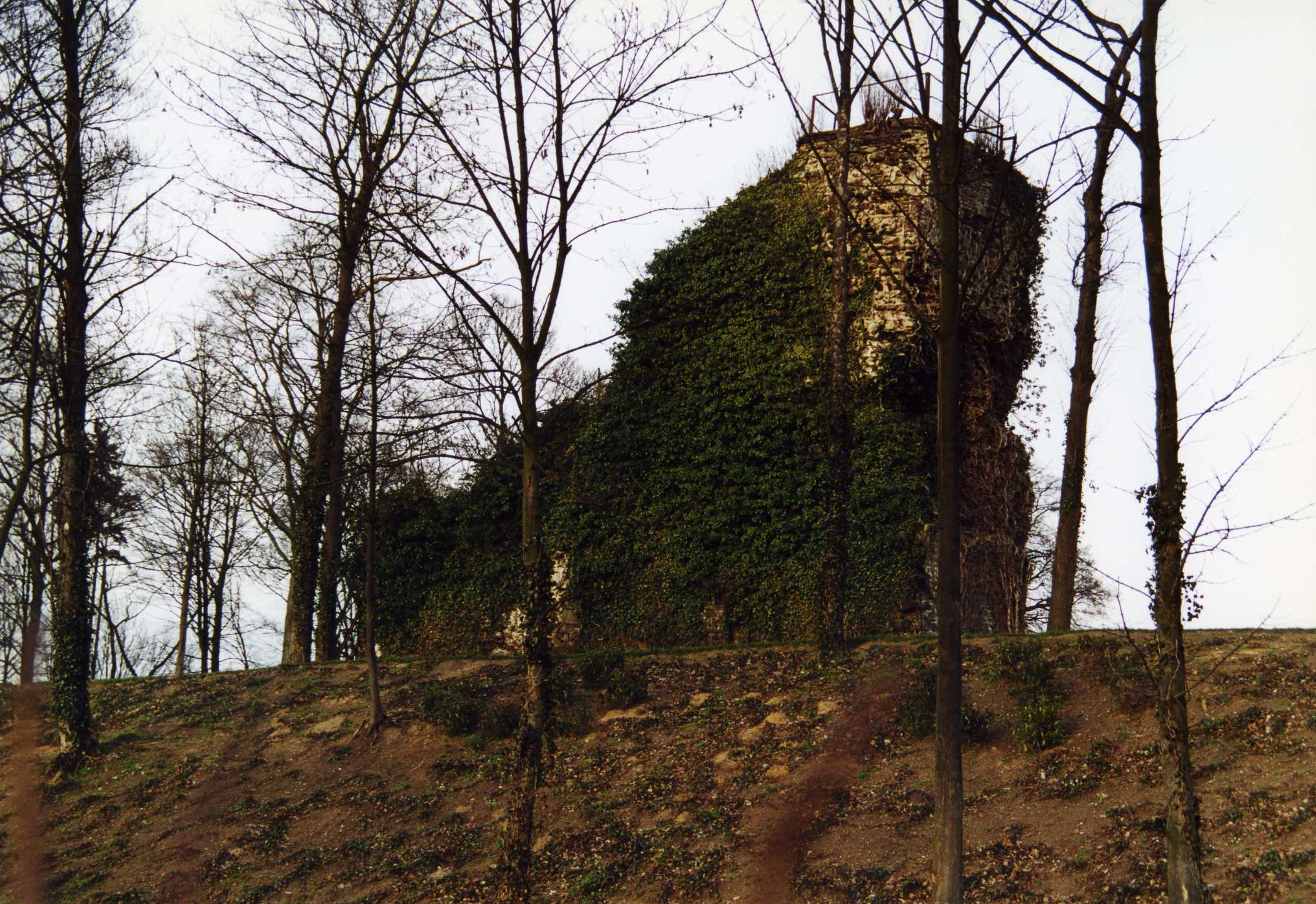
Oudenborg

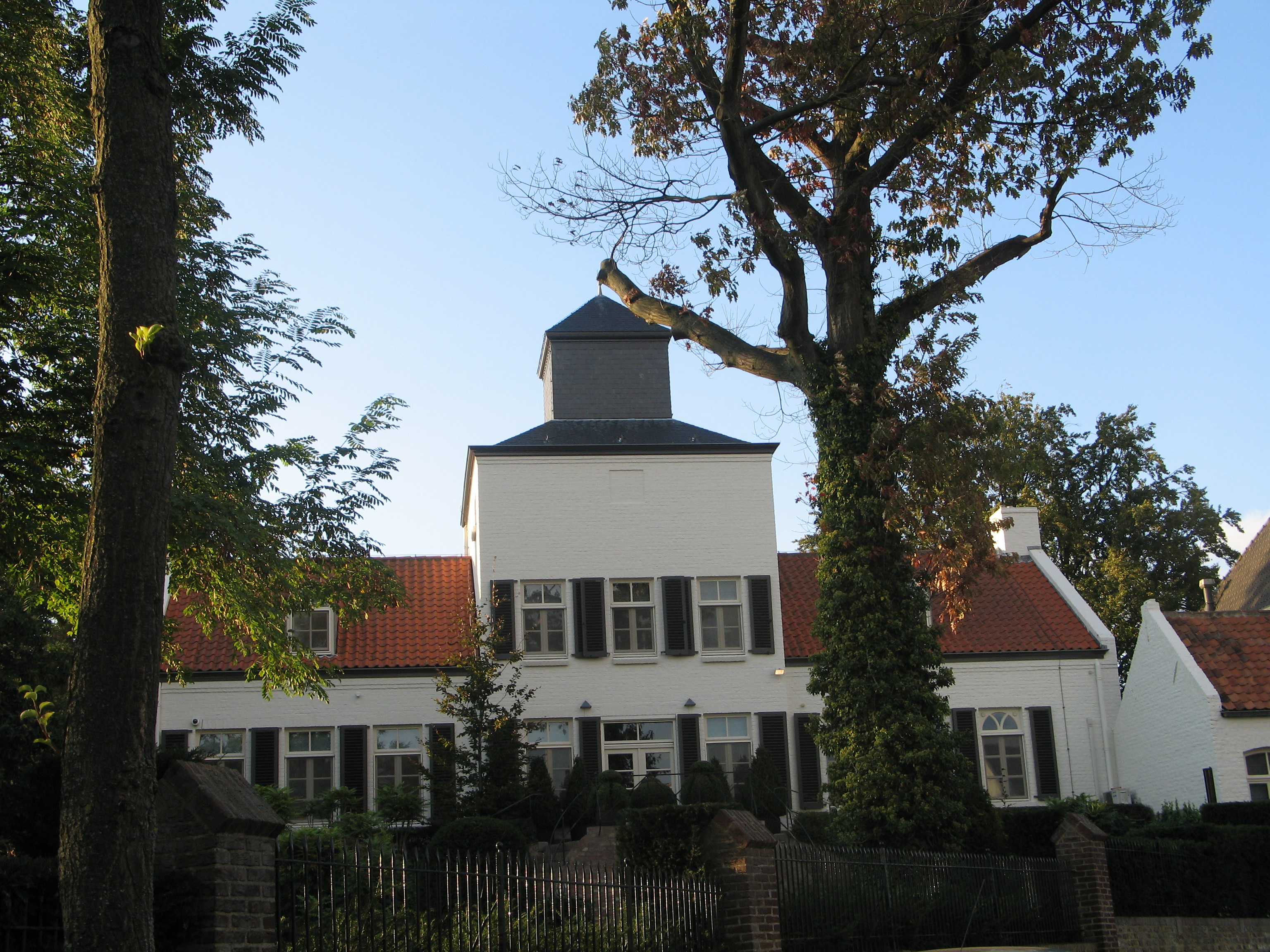
Landhuis De Oude Borg

Kasteel Oudenborg is de ruïne van een kasteel te Merum, gelegen in het park van landgoed De Oude Borg, bij Oude Borgstraat 14.

## Bezitsgeschiedenis
Het was de zetel van het geslacht Van Mereheim. De oudst bekende telg van dit geslacht zou een broer van Hertog Hendrik I van Limburg zijn geweest, terwijl ene Rutger van Mereheim in 1189 aan de Derde Kruistocht zou hebben deelgenomen. Hij was leenman van de Graaf van Holland en mengde zich in de opvolgingsstrijd na de dood van Graaf Dirk VII van Holland (1203). Uiteindelijk werd ook Adelheid Van Voorne betrokken bij Merum. Later nog kwam Merum aan het Huis Van Cuyk.

## Gebouw
Het bouwwerk, een woontoren, werd in de 13e eeuw gebouwd en in 1328 voor het eerst schriftelijk vermeld. De woontoren werd opgetrokken uit kolenzandsteen en Maaskeien, met banden uit tufsteen en hoekblokken uit hardsteen. Mogelijk verviel het kasteel al in de 17e eeuw tot ruïne. Vanaf de 18e eeuw, toen het landhuis De Oude Borg werd gebouwd, diende de ruïne als een soort folly in het park van dit landhuis.